# Copa del Rey 1986/87
Die Copa del Rey 1986/87 war die 83. Austragung des spanischen Fußballpokals.
Der Wettbewerb startete am 2. September 1986 und endete mit dem Finale am 27. Juni 1987 im La Romareda in Saragossa. Titelverteidiger des Pokalwettbewerbes war Real Saragossa. Den Titel gewann Real Sociedad durch einen 4:2-Erfolg im Elfmeterschießen im Finale gegen Atlético Madrid. Damit qualifizierte sich der Verein für den Europapokal der Pokalsieger 1987/88.

## Erste Runde
Die Spiele wurden am 2., 10., 17. und 18. September 1986 ausgetragen.
|                            | Ergebnis      |                         |
| -------------------------- | ------------- | ----------------------- |
| Alondras CF                | 1:2           | CD Ourense              |
| Cultural de Durango        | 1:1 3:4 i. E. | SD Eibar                |
| CD Ilicitano               | 1:2           | Real Murcia             |
| CE l’Hospitalet            | 1:4           | RCD Mallorca            |
| SD Ponferradina            | 0:2           | Real Valladolid         |
| CF Vivero                  | 0:4           | Celta Vigo              |
| UB Conquense               | 1:0           | Castilla CF             |
| Portonovo SD               | 1:1 ?:? i. E. | Deportivo La Coruña     |
| Coria CF                   | 0:2           | Betis Sevilla           |
| CD Laredo                  | 2:4           | Racing Santander        |
| Real Avilés                | 0:4           | Sporting Gijón          |
| CA Valdemoro               | 2:1           | CD Leganés              |
| CD Santurtzi               | 1:2           | Sestao SC               |
| Ontinyent CF               | 2:1           | UD Alzira               |
| CD Teruel                  | 1:3           | CD Logroñés             |
| CD Burriana                | 0:1           | CD Castellón            |
| FC Córdoba                 | 0:2           | FC Sevilla              |
| CD Manresa                 | 6:2           | UE Figueres             |
| Albacete Balompié          | 1:0           | FC Elche                |
| CF Gandía                  | 2:0           | CD Mestalla             |
| FC Girona                  | 2:3           | FC Barcelona Atlètic    |
| Caudal Deportivo           | 0:1           | Real Oviedo             |
| SD Huesca                  | 0:1           | CA Osasuna              |
| CFJ Mollerussa             | 1:2           | CE Sabadell             |
| AEC Manlleu                | 4:4 3:4 i. E. | RCD Español             |
| UD Pilas                   | 0:0 ?:? i. E. | FC Cádiz                |
| CD Maspalomas              | 1:4           | UD Las Palmas           |
| FC Villarreal              | 2:2 4:3 i. E. | FC Valencia             |
| CD Eldense                 | 2:0           | Hércules Alicante       |
| CD San Andrés              | 1:4           | CD Teneriffa            |
| AD Ceuta                   | 2:2 ?:? i. E. | Recreativo Huelva       |
| Real Linense               | 1:1 ?:? i. E. | Deportivo Xerez         |
| FC Granada                 | 0:1           | CD Málaga               |
| CD Alcoyano                | 4:0           | Nules CF                |
| UD Salamanca               | 7:0           | CD Toreno               |
| CD Ronda                   | 1:0           | CP Almería              |
| CF Sporting Mahonés        | 0:2           | UD Poblense             |
| Gran Peña Celtista         | 0:1           | CD Lugo                 |
| Fabril Deportivo La Coruña | 0:3           | CD As Pontes            |
| CD Mosconia                | 1:2           | UP Langreo              |
| CD Oberena                 | 1:2           | CA Osasuna Promesas     |
| UE Sant Andreu             | 2:3           | FC Terrassa             |
| CP Villarrobledo           | 1:1 ?:? i. E. | Águilas CF              |
| Bigastro CF                | 1:1 ?:? i. E. | Torrevieja CF           |
| Cultural Leonesa           | 2:1           | Gimnástica Segoviana    |
| CA Marbella                | 4:1           | CD Baza                 |
| CA Malagueño               | 0:0 ?:? i. E. | CD Martos               |
| Atlético Sanluqueño        | 3:0           | CD Pozoblanco           |
| CD Utrera                  | 1:0           | Sevilla Atlético        |
| UD Lanzarote               | 0:1           | UD Las Palmas Atlético  |
| SD Tenisca                 | 0:0 ?:? i. E. | CD Mensajero            |
| CD Badía                   | 2:3           | CD Atlético Baleares    |
| CD Constància              | 0:1           | SD Ibiza                |
| CD Don Benito              | 3:1           | Moralo CP               |
| CP Cacereño                | 0:2           | UD Montijo              |
| FC Extremadura             | 2:1           | CD Badajoz              |
| Atlético Madrileño         | 2:1           | Rayo Vallecano          |
| Deportivo Alavés           | 1:2           | Bilbao Athletic         |
| Cultural de León           | 0:2           | Real Burgos             |
| CD Valdepeñas              | 2:3           | Real Madrid Aficionados |
| CD Baskonia                | 1:0           | SD Erandio Club         |
| CA Monzón                  | 2:1           | CD Arnedo               |
| FC Barakaldo               | 2:1           | SD Amorebieta           |

- Freilose: San Sebastián CF, Real Valladolid Promesas, Atlético Astorga, RCD Mallorca Atlético, CD Roquetas, UE Lleida, CD Olímpic, Cartagena FC und CD Rayo Cantabria.

## Zweite Runde
Die Hinspiele wurden am 1. und 15. Oktober 1986 ausgetragen.
|                         | Ergebnis        |                          |
| ----------------------- | --------------- | ------------------------ |
| Sporting Gijón          | 1:1 1:3 i. E.   | Real Saragossa           |
| CD Manresa              | 0:4             | CE Sabadell              |
| Real Madrid Aficionados | 1:0             | Atlético Madrileño       |
| Atlético Sanluqueño     | 0:1             | FC Cádiz                 |
| Albacete Balompié       | 3:2             | Real Murcia              |
| Real Burgos             | 0:3             | Real Valladolid          |
| SD Ibiza                | 1:4             | RCD Mallorca             |
| FC Barakaldo            | 2:3             | San Sebastián CF         |
| CD Ourense              | 1:0             | CD Lugo                  |
| CD Baskonia             | 0:1             | Real Sociedad            |
| CA Valdemoro            | 2:1             | UB Conquense             |
| CA Monzón               | 0:6             | CA Osasuna               |
| Ontinyent CF            | 0:1             | CD Castellón             |
| UD Salamanca            | 3:0             | Real Valladolid Promesas |
| Atlético Astorga        | 0:3             | Cultural Leonesa         |
| CD As Pontes            | 1:3             | Celta Vigo               |
| CA Osasuna Promesas     | 1:2             | CD Logroñés              |
| SD Eibar                | 2:1             | Sestao SC                |
| CD Ronda                | 2:3             | CD Málaga                |
| FC Terrassa             | 2:1             | RCD Español              |
| RCD Mallorca Atlético   | 3:3 4:3 i. E.   | UD Poblense              |
| UD Las Palmas Atlético  | 3:0             | CD Mensajero             |
| FC Extremadura          | 2:1             | CD Don Benito            |
| Torrevieja CF           | 5:2             | Águilas CF               |
| CA Malagueño            | 0:4             | CD Roquetas              |
| UE Lleida               | 2:3             | FC Barcelona Atlètic     |
| AD Ceuta                | 0:2             | FC Sevilla               |
| CD Teneriffa            | 1:4             | UD Las Palmas            |
| CD Utrera               | 0:4             | Betis Sevilla            |
| CD Alcoyano             | 3:1             | CD Olímpic               |
| FC Villarreal           | 0:0 3:0 i. E.   | CF Gandía                |
| CD Eldense              | 1:1 11:10 i. E. | Cartagena FC             |
| CD Rayo Cantabria       | 0:1             | Real Oviedo              |

- Freilose: Bilbao Athletic, CD Atlético Baleares, CA Marbella, UD Montijo, Real Linense, Deportivo La Coruña und UP Langreo.

## Dritte Runde
Die Hinspiele wurden am 15., 21., 22. und 23. Oktober 1986 ausgetragen.
|                         | Ergebnis      |                      |
| ----------------------- | ------------- | -------------------- |
| Albacete Balompié       | 1:0           | CE Sabadell          |
| CD Alcoyano             | 3:0           | Deportivo La Coruña  |
| CD Atlético Baleares    | 2:1           | FC Barcelona Atlètic |
| SD Eibar                | 1:0           | FC Sevilla           |
| FC Extremadura          | 1:4           | CD Logroñés          |
| UP Langreo              | 4:2           | Real Valladolid      |
| UD Las Palmas Atlético  | 1:0           | Real Oviedo          |
| Cultural Leonesa        | 0:1           | CD Castellón         |
| Real Linense            | 1:1 ?:? i. E. | CD Eldense           |
| RCD Mallorca Atlético   | 1:1 5:4 i. E. | CD Málaga            |
| CA Marbella             | 0:0 4:2 i. E. | Celta Vigo           |
| UD Montijo              | 0:1           | Real Sociedad        |
| CD Ourense              | 1:1 0:2 i. E. | CA Osasuna           |
| Real Madrid Aficionados | 1:0           | Racing Santander     |
| CD Roquetas             | 0:3           | FC Cádiz             |
| San Sebastián CF        | 1:0           | Bilbao Athletic      |
| FC Terrassa             | 2:3           | UD Las Palmas        |
| Torrevieja CF           | 0:2           | RCD Mallorca         |
| CA Valdemoro            | 2:3           | Betis Sevilla        |
| FC Villarreal           | 2:0           | UD Salamanca         |

## Vierte Runde
Die Hinspiele wurden am 5., 6., 13. und 18. November 1986 ausgetragen.
|                         | Ergebnis      |                  |
| ----------------------- | ------------- | ---------------- |
| Albacete Balompié       | 1:2           | CA Osasuna       |
| CD Alcoyano             | 0:0 8:9 i. E. | FC Cádiz         |
| CD Atlético Baleares    | 2:4           | RCD Mallorca     |
| UP Langreo              | 2:0           | CD Castellón     |
| UD Las Palmas Atlético  | 0:1           | CD Logroñés      |
| RCD Mallorca Atlético   | 3:2           | San Sebastián CF |
| CA Marbella             | 0:0 ?:? i. E. | Betis Sevilla    |
| Real Madrid Aficionados | 3:1           | UD Las Palmas    |
| FC Villarreal           | 0:1           | Real Sociedad    |

- Freilose: CD Eldense und SD Eibar.

## Achtelfinale
Die Hinspiele wurden am 28. und 29. Januar, die Rückspiele am 11. Februar 1987 ausgetragen.
|                       | Gesamt        |                         | Hinspiel | Rückspiel |
| --------------------- | ------------- | ----------------------- | -------- | --------- |
| Atlético Madrid       | 4:1           | Real Madrid Aficionados | 1:0      | 3:1       |
| FC Barcelona          | 1:1 4:5 i. E. | CA Osasuna              | 0:1      | 1:0       |
| Betis Sevilla         | 1:3           | CD Logroñés             | 0:0      | 1:3       |
| FC Cádiz              | 1:6           | Real Madrid             | 0:0      | 1:6       |
| SD Eibar              | 0:4           | Real Sociedad           | 0:2      | 0:2       |
| UP Langreo            | 1:5           | Athletic Bilbao         | 0:1      | 1:4       |
| RCD Mallorca Atlético | 3:2           | CD Eldense              | 3:1      | 0:1       |
| Real Saragossa        | 1:2           | RCD Mallorca            | 1:0      | 0:2       |

## Viertelfinale
Die Hinspiele wurden am 25. Februar, die Rückspiele am 11. März 1987 ausgetragen.
|                       | Gesamt |               | Hinspiel | Rückspiel |
| --------------------- | ------ | ------------- | -------- | --------- |
| Athletic Bilbao       | 2:1    | CD Logroñés   | 2:0      | 0:1       |
| Atlético Madrid       | 4:1    | RCD Mallorca  | 1:0      | 3:1       |
| CA Osasuna            | 2:6    | Real Madrid   | 1:2      | 1:4       |
| RCD Mallorca Atlético | 1:10   | Real Sociedad | 0:0      | 1:10      |

## Halbfinale
Die Hinspiele wurden am 3. Juni, die Rückspiele am 10. Juni 1987 ausgetragen.
|               | Gesamt |                 | Hinspiel | Rückspiel |
| ------------- | ------ | --------------- | -------- | --------- |
| Real Madrid   | 3:4    | Atlético Madrid | 3:2      | 0:2       |
| Real Sociedad | 1:0    | Athletic Bilbao | 0:0      | 1:0       |

## Finale
| Real Sociedad                             | Real Sociedad | Atlético Madrid | Atlético Madrid |
| ----------------------------------------- | --- | --- | --------------- |
| Real Sociedad                             | \| 27. Juni 1987 in Saragossa (La Romareda) \| \| Ergebnis: 2:2 n. V. (2:2, 2:1), 4:2 i. E. \| \| Zuschauer: 37.000 \| \| Schiedsrichter: Joaquín Ramos Marcos \| | \| 27. Juni 1987 in Saragossa (La Romareda) \| \| Ergebnis: 2:2 n. V. (2:2, 2:1), 4:2 i. E. \| \| Zuschauer: 37.000 \| \| Schiedsrichter: Joaquín Ramos Marcos \|                                                                                | Atlético Madrid |
| Real Sociedad                             | Luis Arconada – Javier Sagarzazu, Alberto Górriz, Agustín Gajate, Luis Dadie, Luis María López Rekarte – Juan Antonio Larrañaga, Jesús María Zamora (86. Juan María Mújika), Txiki Begiristain, Roberto López Ufarte (104. Martín Begiristain) – José Mari Bakero Cheftrainer: John Toshack ( Wales) | Abel Resino – Tomás Reñones, Miguel Ángel Ruiz , Sérgio Morgado, Quique Ramos – Julio Prieto, Jesús Landáburu, Roberto Marina (65. Julio Salinas) – Pedro Uralde (86. Quique Setién), Jorge da Silva, Juan José Rubio Cheftrainer: Luis Aragonés | Atlético Madrid |
| Real Sociedad                             | 1:0 Roberto López Ufarte (9.) 2:1 Txiki Begiristain (36.) | 1:1 Jorge da Silva (24.) 2:2 Juan José Rubio (74.) | Atlético Madrid |
| Real Sociedad                             | Elfmeterschießen | | Atlético Madrid |
| Real Sociedad                             | 1:0 José Mari Bakero 2:1 Juan María Mújika 3:1 Martín Begiristain 4:2 Juan Antonio Larrañaga | 1:1 Juan José Rubio Jorge da Silva 3:2 Jesús Landáburu Quique Ramos | Atlético Madrid |
| Real Sociedad                             | Jesús María Zamora (27.), Luis María López Rekarte (54.), Alberto Górriz (101.) | Sergio Morgado (21.) | Atlético Madrid |
| 27. Juni 1987 in Saragossa (La Romareda)  | | |                 |
| Ergebnis: 2:2 n. V. (2:2, 2:1), 4:2 i. E. | | |                 |
| Zuschauer: 37.000                         | | |                 |
| Schiedsrichter: Joaquín Ramos Marcos      | | |                 |